# Julian I z Jerozolimy
Julian I z Jerozolimy – dwudziesty biskup Jerozolimy.